# تيتاريك
تيتاريك أو تيه تاريك أو شاي تاريك (تترجم حرفيا. شاي مجبوذ؛ باللغة الجاوية: تيه تاريق) هو مشروب الشاي بالحليب الشهير الذي يقدم عادة ساخنا في المطاعم والأكشاك الخارجية وأكشاك الماماك وبقالات الكوبيتيام في دول جنوب شرق آسيا مثل بروناي وماليزيا وإندونيسيا وسنغافورة وتايلاند. يشتق اسمه من عملية سكب المشروب بشكل متكرر من وعاء إلى آخر (أو "السحب" أو "الجبذ") مع تمديد الذراعين أثناء السكب، مما يساعد على تبريد الشاي قليلاً قبل تناوله وإعطائه ثاجا رغويًا. يتم تحضيره من منقوع قوي من الشاي الأسود المخلوط مع الحليب المكثف.
وفقًا لهيئة الإذاعة البريطانية (BBC)، يُعتبر هذا المشروب "المشروب الوطني غير الرسمي" لماليزيا. وقد رشحته ماليزيا لقائمة الأمم المتحدة للتراث الثقافي غير المادي للطعام في عام 2024.

## أصل الكلمة
تشتق كلمة "تيه تاريك" من اللغة الملايوية وتعني حرفيًا "الشاي" و"المجبوذ" أو "الشاي المسحوب".

## خلفية
وفقًا لهيئة الإذاعة البريطانية (بي بي سي)، "تم جلب الشاي الأسود لأول مرة على يد الصينيين في ثلاثينيات القرن التاسع عشر؛ وتم تطوير حرفة سحب الشاي من قبل طهاة الشوارع في جنوب الهند بعد عام 1850، وتم تقديم الحليب والسكر بعد ما يقرب من 100 عام خلال نهاية الاستعمار البريطاني".

## الأصل والتاريخ

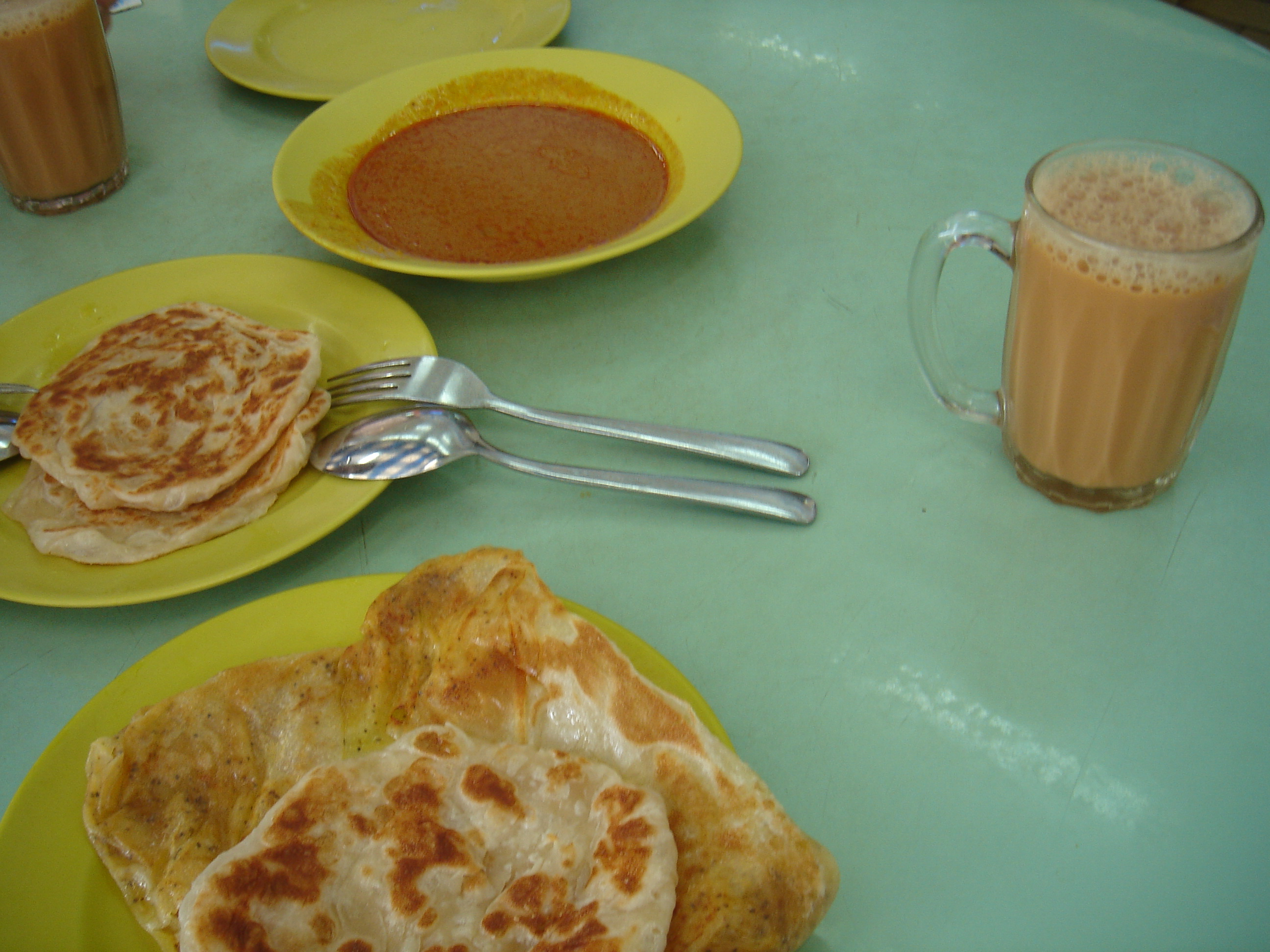
روتي براتا وتيتاريك في كشك في جالان كايو، سنغافورة

وفقًا لحكومة سنغافورة، يمكن تتبع أصول الشاي الأخضر إلى المهاجرين المسلمين الهنود في شبه جزيرة الملايو الذين أقاموا أكشاكًا لبيع الشاي الأخضر في وقت مبكر من سبعينيات القرن التاسع عشر عند مدخل مزارع المطاط لخدمة العمال هناك؛ بعد الحرب العالمية الثانية، انتقل هؤلاء البائعون -لأسباب اقتصادية- إلى استخدام غبار الشاي، الذي يتميز بطعمه المر، وأضافوا الحليب المكثف لإخفاء المرارة، مما أدى إلى ظهور الشاي الأخضر. سنغافورة وماليزيا، اللتان انفصلتا في عام 1965، تدعيان أن هذا الطبق من تخصصات المطبخ المحلي. رشحته ماليزيا، إلى جانب ناسي ليماك وروتي كاناي، لدى الأمم المتحدة للاعتراف به كأحد الأطعمة التراثية الثقافية غير المادية في عام 2024.

## المكونات وطريقة التحضير والتقديم
يتم غلي أوراق الشاي أو أكياس الشاي أو غبار الشاي أو نقعها بقوة ثم تصفيتها. يمكن للبائعين استخدام مركّز شاي قوي للغاية يمكن دمجه مع الماء الساخن. يتم إضافة الحليب المبخر و/أو المكثف. وفقًا لمجلة Food & Wine فإن الشاي منخفض الجودة، مثل الشاي المعروف بالدرجة باء، ضروري لإنتاج شاي تيتاريك التقليدي.
يتم سكب الخليط بشكل متكرر بين وعائين من علو اليد، مما يمنحه طبقة علوية سميكة ورغوية. تمكن هذه العملية من تبريد الشاي إلى درجات حرارة الشرب المثالية، وكذلك من خلط الشاي جيدًا مع الحليب المكثف، ويُعتقد أنها تعمل على تحسين نكهته. غالبًا ما يتم مقارنة ذلك بتصفية القهوة الباردة لتعزيز نكهتها.[بحاجة لمصدر]
منذ العصر الاستعماري، كان مشروب تيتاريك في المطبخ الهندي الماليزي شائعًا لدى العديد من الأشخاص في ملايا البريطانية وسنغافورة. كان يتم تقديم مشروب تيتاريك مع روتي براتا أو روتي كاناي كوجبة إفطار شعبية بين الماليزيين ومع البراتا بين السنغافوريين.
مصطلح "كورانج مانيس"، والذي يمكن ترجمته إلى "أقل حلاوة"، هو طلب شائع بين الذين يهتمون بصحتهم أو لا يحبون المشروبات السكرية، حيث يقوم البائعون بتحضير مشروب تيتاريك عادة حلوا.[بحاجة لمصدر]
يوجد عنصر من الاستعراض عند تقديم شاي تيتاريك. تعتبر القدرة على سحب سيل طويل من الشاي فوق رؤوس الزبائن دون رشهم فكرة جديدة وممتعة بالنسبة للسكان المحليين والسياح على حد سواء. وصفته مجلة Food & Wine بأنه "أحد طقوس الشاي الأكثر رياضية في العالم". في ماليزيا، أصبح الموظفون المهرة في سكب الشاي من مسافة بعيدة من المشاهير المحليين. في ماليزيا، تجذب مسابقات السحب آلاف المتفرجين.

## الأنواع

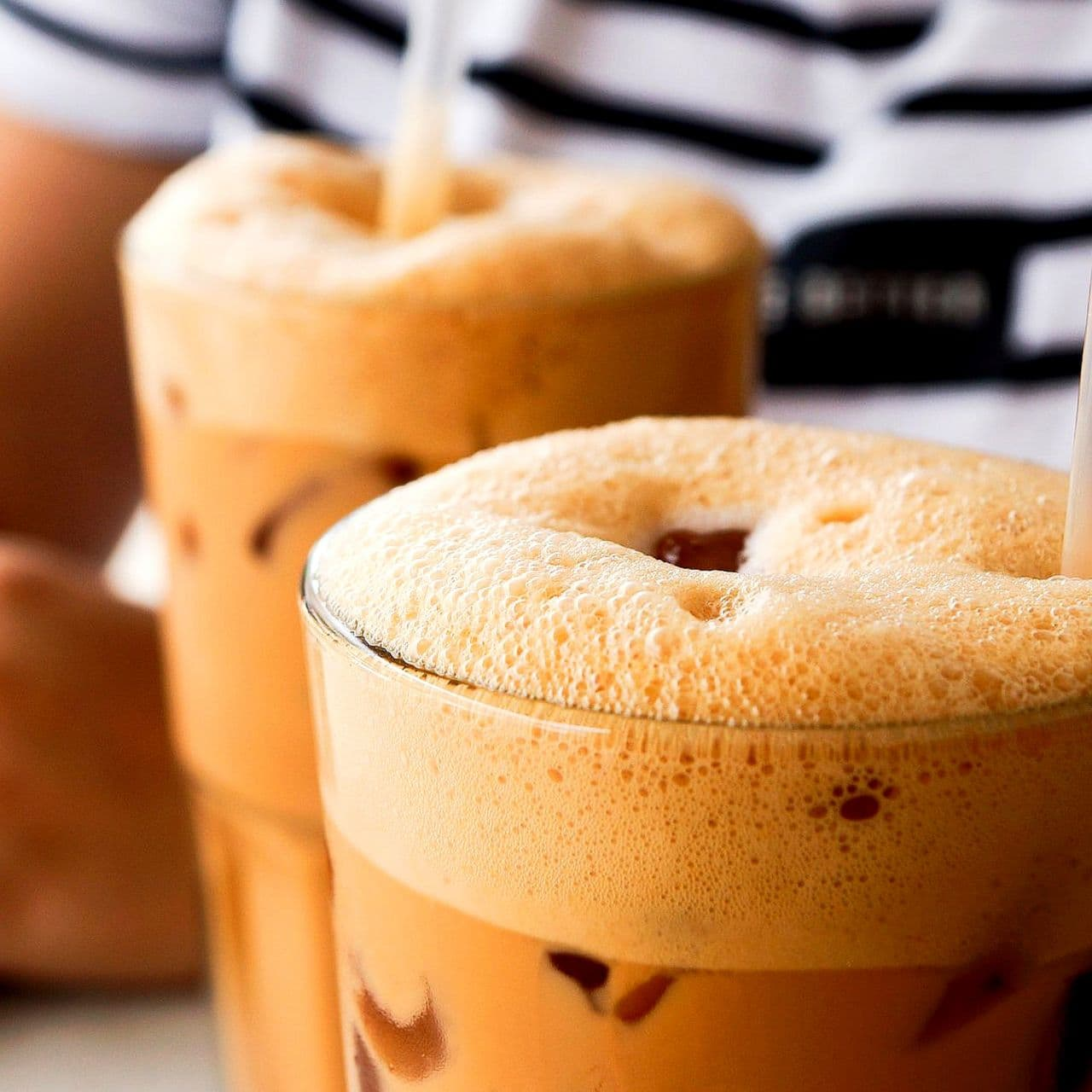
مشروبان من نوع تيه سي

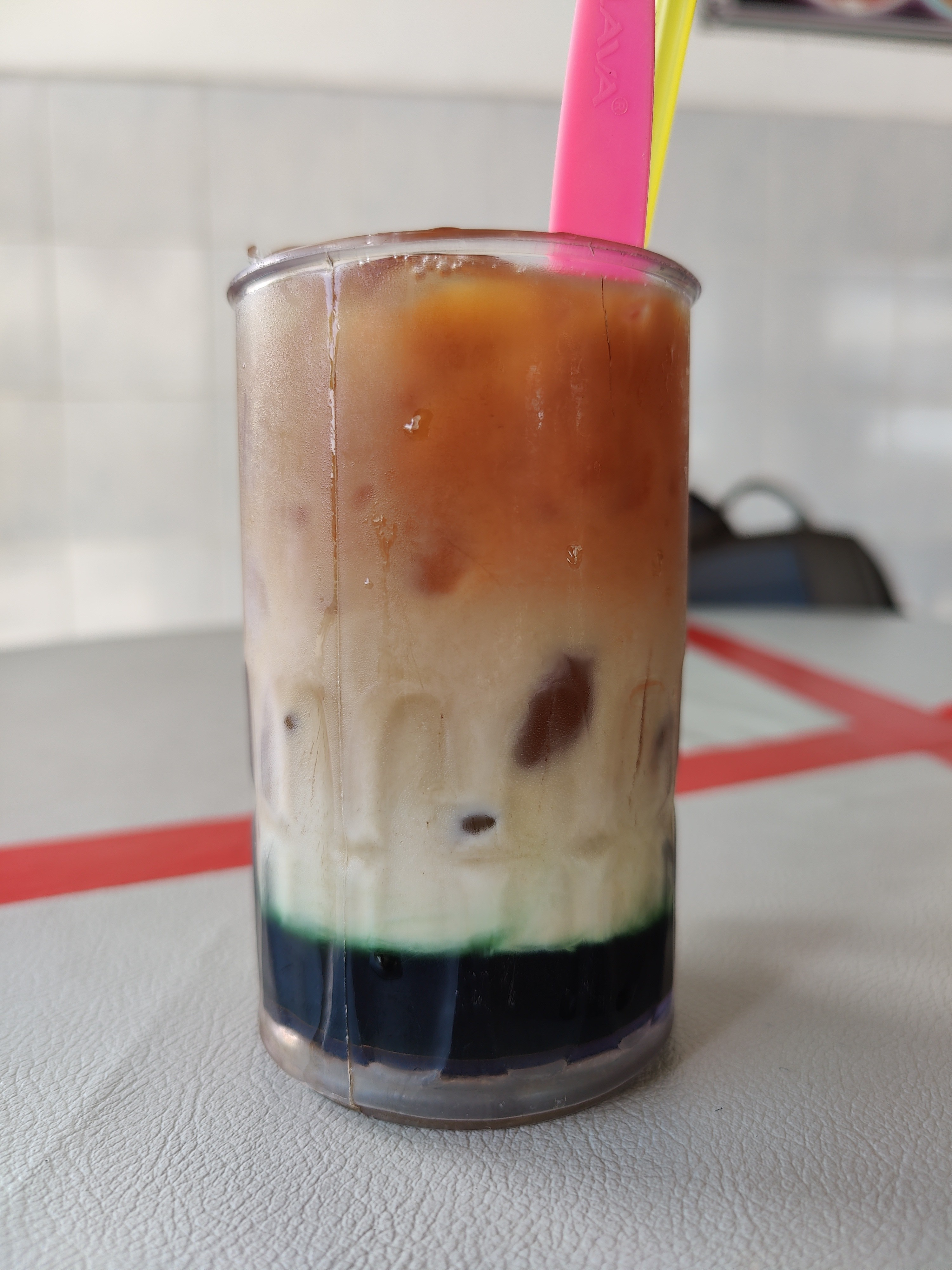
تيه سي المميز (Teh-C ais Special)، المعروف أيضًا باسم تيه سي بينغ (Teh-C Peng Special). مشروب شاي مكون من ثلاث طبقات.

- شاي تيه أيس هو شاي محلى بالحليب المكثف ويُقدم ببساطة في كوب مع مكعبات الثلج. قد يُعرف أيضًا باسم تيه تاريك بينج (تيتاريك مع الثلج)، تيه بينج (شاي مثلج)، أو تيه تاريك أيس مجبوذ.
- تيتاريك مادو هو شاي التيتاريك المخلوط بالعسل كجزء من تحضيره، والذي عادة ما يقدم باردًا.[15]
- تيه حلية هو شاي تيتاريك بنكهة الزنجبيل.
- تيه مدراس، وهو نوع شائع في صباح ولابوان، مصنوع من شاي الحليب الرغوي الموضوع فوق الحليب الساخن.
- تيه سي هو شاي مصنوع من الحليب المبخر غير المحلى، على عكس تيتاريك التقليدي المصنوع من الحليب المكثف المحلى. ومع ذلك فإن البائعين سوف يضيفون السكر إلى تيه سي ما لم يُطلب منهم على وجه التحديد عدم القيام بذلك. الكلمة الملايوية التي تعني لا شيء أو صفر، كوسونغ (kosong)، تستخدم للإشارة إلى أن الشارب لا يريد أن يتم تحلية مشروبه. يرمز الحرف "C" إلى " كارنيشن "، وهي علامة تجارية مشهورة ببيع الحليب المبخر. يتوفر ويباع في معظم المقاهي نوع مختلف من الشاي مكون من ثلاث طبقات يسمى تيه سي بينغ المميز، ويتكون من الشاي الأسود والحليب وشراب سكر النخيل من الطبقة العلوية إلى السفلية على التوالي. تيه سي آيس هو النسخة المثلجة منه مع مكعبات الثلج.
- يشير مصطلح "تيه-أو"، المعروف أيضًا باسم "تيه كوسونج"، إلى الشاي الأسود بدون أي إضافة من منتجات الألبان أو الكريمة، ومن ثم فإن الحرف "O" يرمز إلى "الأصلي". كما هو الحال مع تيه سي، لا يتم إضافة السكر إلا عندما يتم طلب تيه-أو كوسونغ، حيث لا يتم وضع السكر. تيه أويس هو النسخة المثلجة منه تقدم مع مكعبات الثلج.
- كوبي تاريك هو قهوة محلية، محمصة داكنة بالسمن والسكر، ثم يتم تحليتها بالحليب المكثف وسحبها لتكوين رغوة. يمكن أيضًا تقديم المشروبات المصنوعة من ميلو ونسكافيه مع الجبذ على يد البائعين المتخصصين في التيتاريك.

## الأهمية الثقافية
يُنظر إلى المشروب في ماليزيا باعتباره رمزًا لإدارة الصراعات ومشروبًا شائعًا بين مختلف المجموعات الثقافية.